# 地犀鳥屬
地犀鳥是犀鳥目下地犀鳥科（學名：Bucorvidae）鳥類的統稱，僅有一屬地犀鳥屬及兩種現存物種，雖然亦有建議將噪犀鳥屬 Bycanistes列入本科之中。

## 描述
地犀鳥原生於撒哈拉以南非洲，當中阿比西尼亞地犀鳥生活於塞內加爾以東至埃塞俄比亞的橫帶上，而紅臉地犀鳥則生活在非洲南部至東部。
地犀鳥都是巨大的鳥類，成鳥可達一米高。與其他犀鳥不同，它們都是地棲性，以昆蟲、蛇、其他鳥類、兩棲類甚至是陸龜為食。它們極其長壽，是野生鳥類中壽命最長的鳥類，而紅臉地犀鳥也可能是當中最長壽的鳥類，而且有極長的交配週期（每三年一次）。

## 分類
此科現存只有一屬兩種：
| 圖片 | 學名                 | 名稱       | 分佈                                                                                     |
| ---- | -------------------- | ---------- | ---------------------------------------------------------------------------------------- |
|      | Bucorvus abyssinicus | 地犀鳥     | 毛里塔尼亞、塞內加爾、畿內亞東部、厄立特里亞、衣索比亞、索馬里西北部、肯雅西北部及烏干達 |
|      | Bucorvus leadbeateri | 紅臉地犀鳥 | 納米比亞北部、安哥拉、南非北部、辛巴威南部至布隆迪及肯雅                                 |

一種史前的地犀鳥 Bucorvus brailloni的股骨於摩洛哥被發現，中国陕西省西安市汉南陵也出土了地犀鸟的骨骼，這可能表示地犀鳥曾有與現存物種不同的分佈，或地犀鳥曾更廣泛分佈，直到距今2000年前仍在亚洲有分布。
此外，犀鳥目中，僅有本屬物種、彎嘴犀鳥屬及白冠彎嘴犀鳥屬的物種是全肉食性的。它們都缺乏其他犀鳥所擁有的，用以儲存水果的喉囊。
近年的基因研究顯示地犀鳥科及犀鳥科中的噪犀鳥屬形成一演化支以獨立出來。這演化支代表早期的非洲世系，而其他則代表亞洲世系。

## 外部連結
. Smithsonian’s National Zoo & Conservation Biology Institute.   [2019-05-07]. （原始内容存档于2019-05-07）.